# Кузнецов, Василий Григорьевич (Герой Социалистического Труда)
Васи́лий Григо́рьевич Кузнецо́в (1917—2004) — советский работник сельского хозяйства, директор совхоза «Калининский» Калининского района Калининской области, Герой Социалистического Труда (1971).

## Биография
Родился 2 августа 1917 года в деревне Злобино Кашинской волости Кимрского уезда Тверской губернии, в крестьянской семье.
Остался сиротой в раннем возрасте: отец погиб во время Гражданской войны, а мать умерла, когда Василию исполнилось два года. В 1925 году начал учиться в школе, которую окончил в годы коллективизации СССР. Продолжил своё обучение в сельскохозяйственной школа в Карачарове в группе животноводов. В 1933 году Василий получил сельскохозяйственную специальность и был принят на работу в совхоз имени Правды Кашинского района. В 1934 году продолжил образование в Рязанском зоотехническом техникуме, который окончил в 1936 году и по распределению был направлен на должность зоотехника-селекционера в совхоз «Крестиново» Локнянского района Калининской области (ныне — Псковской).
Служил в Красной армии. Участник советско-финской войны, где был ранен. В Великой Отечественной войне участия не принимал, трудился в тылу:
- в 1940—1941 годах — главный зоотехник совхоза «Подобино» Бежецкого района Калининской области;
- в 1942—1943 годах — главный зоотехник совхоза «Белый Омут» Вышневолоцкого района;
- в 1943—1955 годах — главный зоотехник совхоза имена Ленина Торжокского района Калининской области.

В 1955—1961 годах Василий Григорьевич Кузнецов был директором совхоза «Красноармеец» ныне Старицкого района. С 1961 года — директор совхоза «Калининский» Калининского района Калининской области, где проработал до 1995 года.
Затем находился на пенсии. Умер 11 июля 2004 года. Похоронен в Твери на Аллее Славы Дмитрово-Черкасского кладбища.

## Награды
- Указом Президиума Верховного Совета СССР от 8 апреля 1971 года за выдающиеся успехи, достигнутые в развитии сельскохозяйственного производства и выполнении пятилетнего плана продажи государству продуктов земледелия и животноводства Кузнецову Василию Григорьевичу присвоено звание Героя Социалистического Труда с вручением ордена Ленина и золотой медали «Серп и Молот».
- Награждён вторым орденом Ленина, орденами Октябрьской революции, Трудового Красного Знамени, Дружбы народов и медалями, в том числе «За трудовую доблесть» и «За доблестный труд».
- Также награждён знаком Тверской области «За заслуги в развитии Тверской области» (2002).
- Заслуженный работник сельского хозяйства Российской Федерации.[3]
- Почетный гражданин города Твери (02.10.1997 — за заслуги в обеспечении жителей города продовольствием и большой личный вклад в развитие областного центра).